# کارمند شرکت (فیلم ۲۰۱۲)
کارمند شرکت (کره‌ای: 회사원; لاتین‌نویسی اصلاح‌شده: Hoesawon) یک فیلم سینمایی اکشن محصول سال ۲۰۱۲ کره جنوبی با بازی سو جی سوب، لی می یئون، کواک دو-وان و کیم دونگ جون است.
این فیلم در ۱۱ اکتبر ۲۰۱۲ در سینماهای کره جنوبی اکران شد. شرکت پخش آمریکایی این فیلم را در تاریخ ۲۷ اوت ۲۰۱۳ در سینماهای آمریکا منتشر کرد. این فیلم به زبان هندی نیز بازسازی شد با عنوان قهرمان بازی با بازی تایگر شروف.

## داستان
هیونگ همانند هر کارمند معمولی دیگه یه دست کت و شلواز مشکی بر تن می‌کند ولی مسألهٔ اصلی و مهم اینه که او یه کارمند معمولی نیست بلکه یک قاتل حرفه ای و خوب است او در کارش کاملاً حرفه ای و ریلکس است و در کارش یکی از بهترین هاست یک روز زنی یه نام سو یئون را ملاقات می‌کند و تصمیم عجیبی می‌گیرد مبنی بر اینکه از کارش کنار بکشد

## بازخورد فیلم
این فیلم ۱۲ روز پس از اکران به یک میلیون بیننده دست یافت. به ۵۵ کشور از جمله ژاپن، چین، تایلند در آسیا و همچنین فرانسه، سوئیس، اتریش، هلند و بلژیک در اروپا فروخته شد.